# Kleiner Grenzverkehr

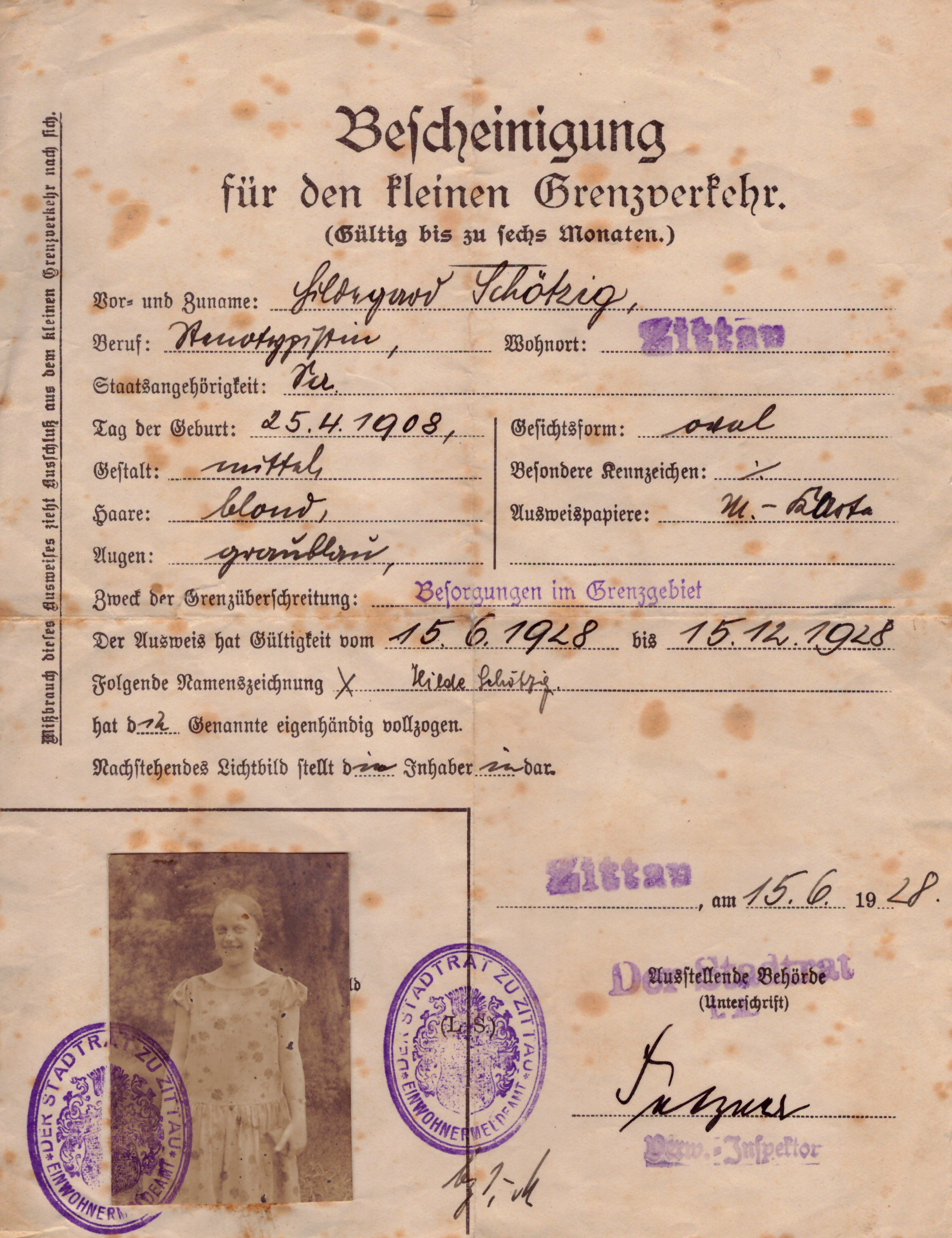
Bescheinigung aus dem Jahre 1928 für den kleinen Grenzverkehr zwischen dem zu Deutschland gehörenden Freistaat Sachsen und der Tschechoslowakei

Als kleiner Grenzverkehr wird der besonderen Regeln unterworfene grenznahe Verkehr zwischen unterschiedlichen Staaten bezeichnet.

## Allgemeines
Eine Legaldefinition sah § 64 Abs. 3 der „Ausführungsbestimmungen zum Gesetz über Statistik des Warenverkehrs mit dem Ausland vom 9. August 1928“ vor, wonach als kleiner Grenzverkehr „der Warenverkehr in kleinen Mengen zwischen den Bewohnern des deutschen Grenzbezirks und den Bewohnern des benachbarten ausländischen Grenzbezirks für den Bedarf der Bewohner der Grenzbezirke“ galt. Er wird in der Regel auf einen in festgelegten Grenzzonen wohnhaften Personenkreis beschränkt und unterliegt besonderen Einschränkungen bei der Mitführung von Waren und Gegenständen. Durch bilaterale Vereinbarungen wird der genaue Umfang des Grenzverkehrs festgelegt. Nach deutschem Recht werden Grenzübertritte, die nur für den kleinen Grenzverkehr zugelassen sind, ebenso wie grenzüberschreitende Wanderwege nicht als Grenzübergang bezeichnet.
Beispiele für den kleinen Grenzverkehr gibt es für das Deutsche Reich und Österreich (1933–1938) (vgl. Tausend-Mark-Sperre), die Bundesrepublik Deutschland und die Deutsche Demokratische Republik, Österreich und Jugoslawien bzw. Slowenien (1953–1993) sowie Polen und Tschechien.

## Grenznaher Verkehr zwischen der Bundesrepublik Deutschland und der Deutschen Demokratischen Republik

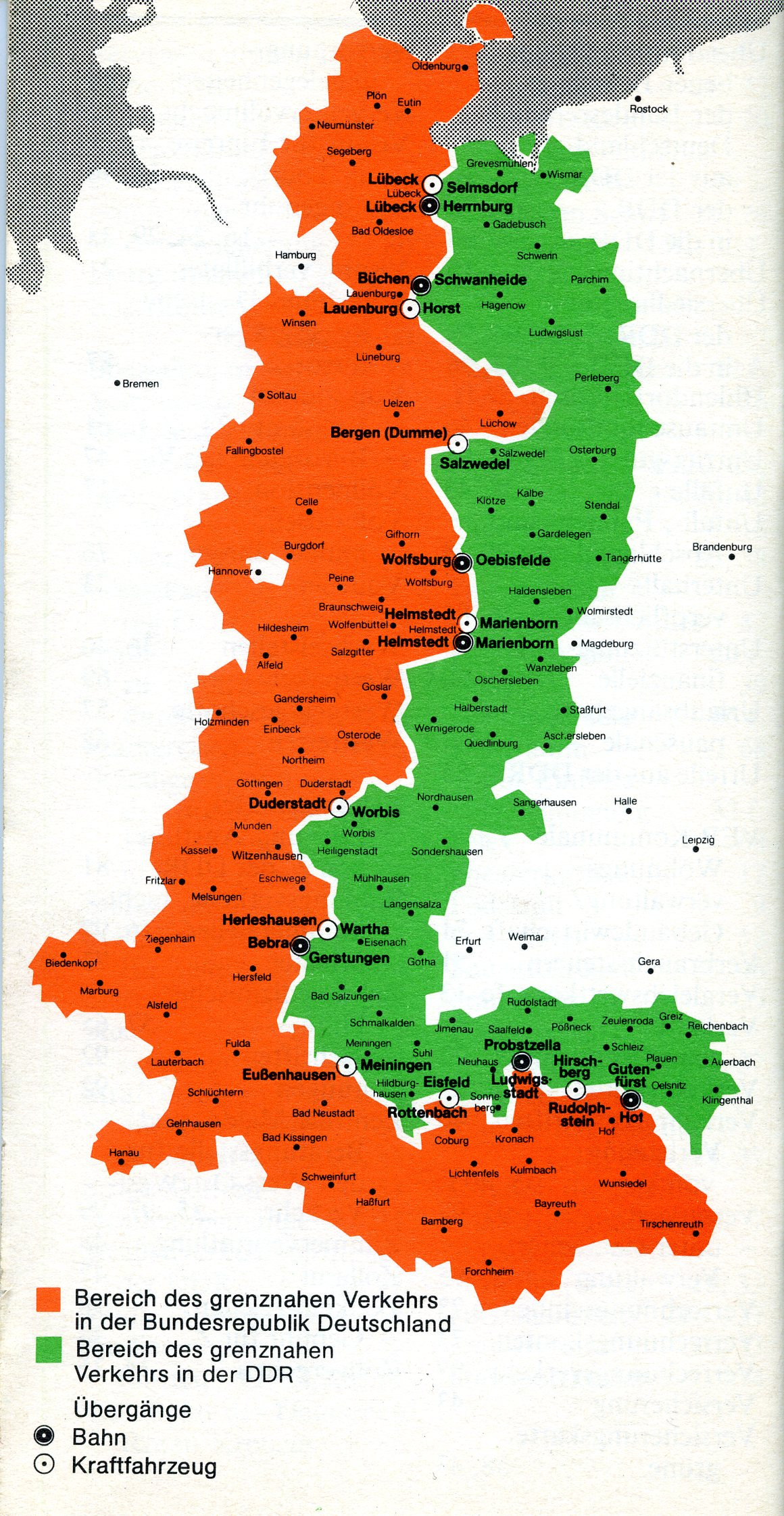
Bereiche des grenznahen Verkehrs BRD-DDR mit Übergängen (Stand 1982)

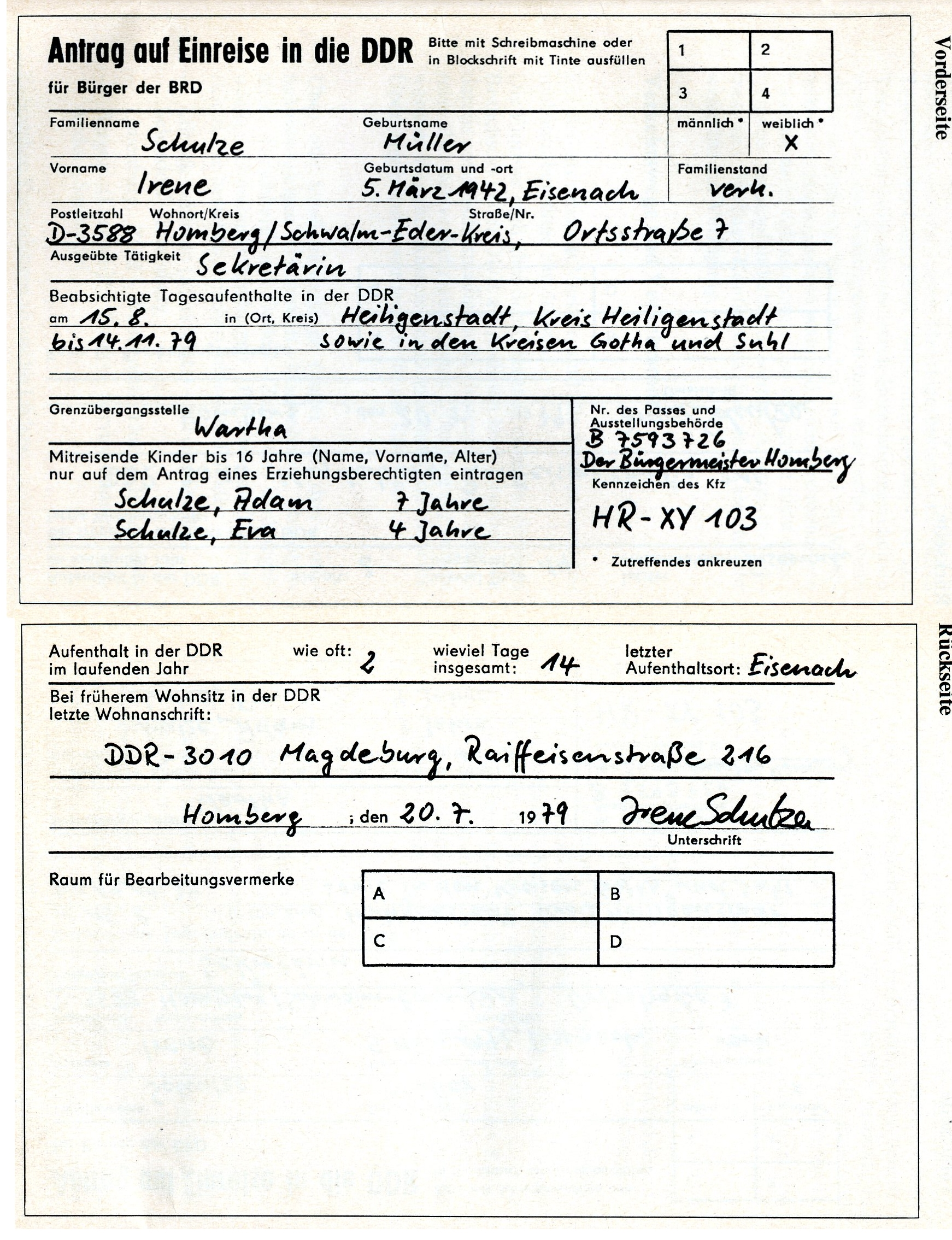
Antragsformular zur Erteilung eines Mehrfach-Berechtigungsscheines

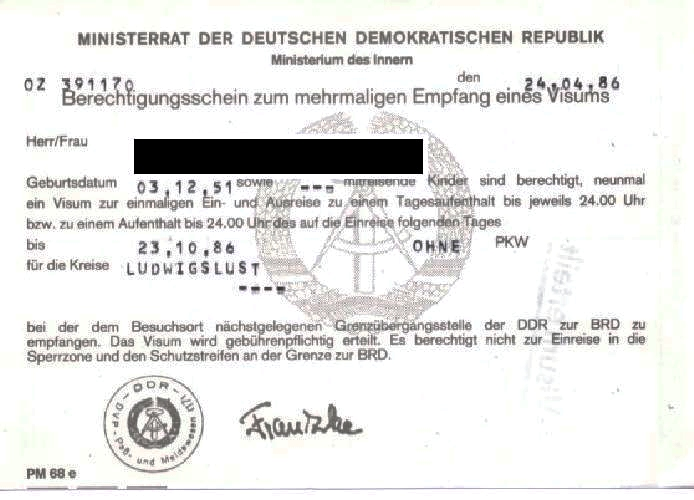
Mehrfach-Berechtigungsschein

1972 wurde zur Regelung der innerdeutschen Beziehungen ein Verkehrsabkommen zwischen der Bundesrepublik Deutschland und der Deutschen Demokratischen Republik ratifiziert. Ein Zusatzprotokoll enthielt eine „Information der DDR zu Reiseerleichterungen“. Der am 26. Mai 1972 in Berlin unterzeichnete Vertrag trat am 17. Oktober 1972 in Kraft. Reiseberechtigt war jeder Einwohner der Bundesrepublik, der in den einzeln als „grenznah“ aufgeführten Städten und Landkreisen seine Hauptwohnung hatte. Besucht werden konnten nur die Gebiete der DDR, die als „grenznahe Kreise der DDR (Stadt- und Landkreise)“ einzeln aufgeführt waren (siehe unten), wobei bestimmte in Grenznähe gelegene Gemeinden und Ortsteile ausgenommen waren. Es waren jährlich 30 Tagesaufenthalte bei höchstens neun Besuchstagen im Vierteljahr erlaubt. Es konnten sowohl Verwandte als auch Bekannte besucht werden, aber auch Reisen aus rein touristischen Gründen waren erlaubt. Die Einreise musste grundsätzlich an dem Übergang erfolgen, der dem Besuchsort am nächsten lag. Das Einreisevisum wurde an der innerdeutschen Grenze erteilt. Der Reisepass und der „Mehrfach-Berechtigungsschein“, der vier bis sechs Wochen vorher beantragt werden musste, waren vorzuzeigen. Antragsformulare für Berechtigungsscheine erhielt der Einreisende bei seiner Kommunalbehörde. Jugendliche unter 16 Jahren durften grundsätzlich nur in Begleitung eines Erwachsenen einreisen. Für jeden Tagesaufenthalt wurde eine Visagebühr von 5,00 DM fällig. Zusätzlich war ein Mindestumtausch von 25,00 Deutsche Mark in 25,00 Mark der DDR (Stand 1980), der nicht rücktauschbar war, vorgeschrieben. Es durften bei der Ausreise lediglich Gegenstände im Wert von 20,00 Mark der DDR gebührenfrei mitgeführt werden.
Die Ausreise musste zunächst am selben Kalendertag wie die Einreise erfolgen, später waren auch 2-Tages-Besuche möglich.

### Übergänge des grenznahen Verkehrs in der Bundesrepublik und der DDR

#### Übergänge per Bahn
- Lübeck/Herrnburg
- Büchen/Schwanheide
- Wolfsburg/Oebisfelde
- Helmstedt/Marienborn
- Bebra/Gerstungen
- Ludwigsstadt/Probstzella
- Hof/Gutenfürst

#### Übergänge für Kraftfahrzeuge
- Lübeck/Selmsdorf (B 104)
- Gudow/Zarrentin (A 24)
- Lauenburg/Horst (B 5)
- Bergen(Dumme)/Salzwedel (B 71)
- Helmstedt/Marienborn (A 2)
- Duderstadt/Worbis (B 247)
- Wartha/Herleshausen (A 4)
- Eußenhausen/Meiningen (B 19)
- Rottenbach/Eisfeld (B 4)
- Rudolphstein/Hirschberg (A 9)

#### Omnibuspendelverkehr
An den Straßenübergangsstellen für Kraftfahrzeuge (ausgenommen an den Autobahnübergängen Gudow/Zarrentin, Helmstedt/Marienborn und Rudolphstein/Hirschberg) war zusätzlich auf beiden Seiten der Grenze ein Omnibuspendelverkehr eingerichtet. Die Omnibusse der Verkehrsunternehmen aus dem Bundesgebiet durften nach Passieren der Grenze nur bis zur Wendeschleife bzw. Service-Station hinter der jeweiligen Grenzübergangsstelle in der DDR fahren. In den westdeutschen Bussen wurde auch die Abfertigung vorgenommen. Danach fuhren von hier die Pendelbusse der DDR weiter. Die Weiterfahrt vom Grenzübergang per Taxi oder die Abholung durch Verwandte oder Bekannte war ebenso möglich.

### Städte und Landkreise des deutsch-deutschen Grenzverkehrs

#### Bundesrepublik
1. Bad Kissingen
2. Stadt und Landkreis Bamberg
3. Stadt und Landkreis Bayreuth
4. Stadt Braunschweig
5. Celle
6. Stadt und Landkreis Coburg
7. Forchheim
8. Fulda
9. Gifhorn
10. Göttingen
11. Goslar
12. Hamburg
13. Landkreis Hannover
14. aus der Stadt Hannover: Gemeindeteil Isernhagen-NB-Süd
15. Landkreis Harburg
16. Haßberge
17. Helmstedt
18. Hersfeld-Rotenburg
19. Herzogtum Lauenburg
20. Hildesheim
21. Stadt und Landkreis Hof
22. Holzminden
23. Stadt und Landkreis Kassel
24. Kiel
25. Kronach
26. Kulmbach
27. Lichtenfels
28. Hansestadt Lübeck
29. Lüchow-Dannenberg
30. Lüneburg
31. Main-Kinzig-Kreis
32. Marburg-Biedenkopf
33. Stadt Neumünster
34. Northeim
35. Osterode im Harz
36. Ostholstein
37. Peine
38. Plön
39. Rhön-Grabfeld
40. Stadt Salzgitter
41. Schwalm-Eder-Kreis
42. Stadt und Landkreis Schweinfurt
43. Segeberg
44. Soltau-Fallingbostel
45. Stormarn
46. Tirschenreuth
47. Uelzen
48. Vogelsbergkreis
49. Werra-Meißner-Kreis
50. Wolfenbüttel
51. Stadt Wolfsburg
52. Wunsiedel im Fichtelgebirge

#### DDR
1. Wismar (Stadt und Landkreis)
2. Grevesmühlen
3. Gadebusch
4. Schwerin (Stadt und Landkreis)
5. Hagenow
6. Ludwigslust
7. Parchim
8. Perleberg
9. Seehausen
10. Salzwedel
11. Osterburg
12. Kalbe
13. Klötze
14. Stendal
15. Gardelegen
16. Tangerhütte
17. Haldensleben
18. Wolmirstedt
19. Wanzleben
20. Oschersleben
21. Staßfurt
22. Halberstadt
23. Aschersleben
24. Wernigerode
25. Quedlinburg
26. Nordhausen
27. Sangerhausen
28. Worbis
29. Heiligenstadt
30. Sondershausen
31. Mühlhausen
32. Langensalza
33. Eisenach
34. Gotha
35. Bad Salzungen
36. Schmalkalden
37. Meiningen
38. Suhl
39. Hildburghausen
40. Ilmenau
41. Neuhaus
42. Sonneberg
43. Rudolstadt
44. Saalfeld
45. Pößneck
46. Lobenstein
47. Schleiz
48. Zeulenroda
49. Greiz
50. Plauen (Stadt und Landkreis)
51. Oelsnitz
52. Reichenbach
53. Auerbach
54. Klingenthal

(Stand: März 1989)
Die Großstädte Hamburg und Hannover wurden erst später in den kleinen Grenzverkehr einbezogen, da die DDR offensichtlich einen zu starken Besucherandrang befürchtete.
Die Landkreise Seehausen, Kalbe und Tangerhütte gehörten zum grenznahen Gebiet, existierten aber im Jahr 1989 bereits nicht mehr.

## Kleiner Grenzverkehr zwischen Polen und Russland
Es existierte ein kleiner Grenzverkehr zwischen einigen Landkreisen der polnischen Woiwodschaften Ermland-Masuren und Pommern und der russischen Oblast Kaliningrad. Die Regelung trat am 27. Juli 2012 in Kraft. Nach knapp 4 Jahren wurde er am 4. Juli 2016 durch das polnische Außenministerium bis auf Weiteres ausgesetzt. Es wurde kein Enddatum für die Aussetzung des Kleinen Grenzverkehrs bekannt gegeben.
Ein Visum ist dort für den Grenzübertritt nicht erforderlich. Es genügt ein Dokument, das dessen Besitzer die Teilnahme am kleinen Grenzverkehr ermöglicht. Erlaubt ist ein bis zu 30 Tagen dauernder Aufenthalt im Nachbarstaat. Innerhalb eines halben Jahres, gezählt ab dem ersten Tag der Einreise, darf man sich höchstens 90 Tage lang im zum kleinen Grenzverkehr zählenden Gebiet aufhalten.

### Gebiete des polnisch-russischen Grenzverkehrs

#### Polen
1. Stadt Elbląg
2. Stadt Gdańsk
3. Stadt Gdynia
4. Stadt Olsztyn
5. Stadt Soppot
6. Powiat Bartoszycki
7. Powiat Braniewski
8. Powiat Elbląski
9. Powiat Giżycki
10. Powiat Gdański
11. Powiat Gołdapski
12. Powiat Kętrzyński
13. Powiat Lidzbarski
14. Powiat Malborski
15. Powiat Mrągowski
16. Powiat Nowodworski
17. Powiat Olecki
18. Powiat Olsztyński
19. Powiat Pucki
20. Powiat Węgorzewski

#### Russland
- Oblast Kaliningrad